# コースター (曲)
「コースター」はKEYTALKの楽曲で、通算4枚目のシングル。2013年11月20日にGetting Betterから発売された 。

## 概要
メジャーデビューシングルであり、前作「KTEP3」より約1年ぶりのシングル作品である。
初回限定盤と通常盤の2形態で発売され、初回限定盤には同年5月10日に行われた「ONE SHOT WONDER TOUR TOKYO FINAL」渋谷CLUB QUATTROのワンマン公演の模様が収録されたDVDと、特製KEYTALKコースター、メンバー直押しシリアルナンバー、スペシャルグッズが当たるアンケートハガキ封入が付属されている。
PVは2種類存在しており、1つは公式PVとしてYouTubeにアップされているが、もう一つは2013年11月2日にUstreamで公開されたものであり、メジャー1stアルバム『OVERTONE』の初回限定盤A・Bに付属されているDVDに収録されている。

## 収録内容

### CD
1. コースター [3:08]
作詞・作曲：首藤義勝
2. スポットライト [2:35]
作詞：首藤義勝、作曲：小野武正
3. Winter March [3:38]
作詞・作曲：寺中友将
4. OSAKA SUNTAN [3:48]
作詞・作曲：首藤義勝
表題曲候補であった。

### DVD（初回限定盤付属）
1. 太陽系リフレイン
2. fiction escape
3. S.H.S.S.
4. MABOROSHI SUMMER
5. sympathy
6. 茜色
7. 夕映えの街、今
8. トラベリング

## 収録アルバム
- OVERTONE（#1）
- Best Selection Album of Victor Years（#1）
- Coupling Selection Album of Victor Years（#2、#3、#4）